# شهرستان دارکنلی
شهرستان دارکنلی یک منطقهٔ مسکونی در سومالی است که در بنادر واقع شده‌است.